# Parafia św. Macieja Apostoła w Siewierzu
Parafia św. Macieja Apostoła – rzymskokatolicka parafia znajdująca się w Siewierzu. Należy do dekanatu siewierskiego, diecezji sosnowieckiej i metropolii częstochowskiej. 
Utworzona w XII w. Parafia wzmiankowana została w sprawozdaniu z poboru świętopietrza sporządzonym przez Andrzeja de Verulis pośród parafii dekanatu sławkowskiego diecezji krakowskiej w 1326 r. pod nazwą Sewor i ponownie w 1327 r. w zapisie Sevor. W 1331 r. powstał dekanat Bytom, w którym parafia siewierska odnotowywana była w spisie świętopietrza z lat 1334-1342 sporządzonym przez Galharda z Cahors. W 1748 r. z dekanatu bytomskiego wydzielono dekanat siewierski.